# Каписла
Каписла (енгл. primer, фр. capsule), метални чанак или чахурица (челична, месингана, бакарна, алуминијумска) напуњена иницијалним експлозивом или неком експлозивном смешом. Служи за стварање иницијалног импулса којим се пале барутна и бризантна експлозивна пуњења.

## Развој
До краја 18. века барутно пуњење ватреног оружја паљено је припалом од црног барута која је стављана нарочити отвор на задњем делу цеви. Припала се палила најпре усијаним гвожђем, затим фитиљем и најзад искром од кремена. Енглески хемичар Едвард Хауард је 1799. пронашао експлозивну смешу од праскаве живе и калијумове шалитре (KNO3), осетљиву на удар. У прво време она је, стављена у папирни фишек, употребљавана само у Енглеској и Француској и то за ловачке пушке. Енглески пушкар Дурс Ег (пореклом Швајцарац) ставио је ову смешу у бакарну чахурицу и опалио је ударом ороза, направивши тако први табан на капислу. Била је то прва права каписла, коју су после многих испитивања, од 1840. усвојиле и остале војске. Средином 19. века, када су уведене пушке острагуше, каписла се стављала у дно чахуре метка и опаљивала ударном иглом оружја. Када су се ускоро затим појавила и прва артиљеријска оруђа која се пуне са задње стране, за паљење њихових барутних пуњења усвојена је, такође, каписла смештена у дно чахуре метка. У исто време јавили су се и први артиљеријски упаљачи са капислом. Француски хемичар Ежен Тирпен (фр. Eugene Turpin) успео је 1885. да напуни артиљеријска зрна бризантним експлозивом (мелинитом), а за његово паљење употребљава посебну детонаторску капислу. Оне се активирају електричном струјом која загрева до усијања мостић од отпорне жице уграђен у иницијално пуњење или у тзв. електричну запаљиву главицу. После Другог светског рата развиле су се каписле које се пале електричном варницом, тзв. варнични електрични детонатори.

## Врсте

### По енергији паљења
Према енергији паљења каписле се деле на механичке (ударне или перкусионе и фрикционе), топлотне (пламене и електричне) и хемијске. Неки топови ратне морнарице имају комбиноване каписле, механичко-топлотне.

### По хемијском саставу
Све те каписле, осим хемијских, пуне се иницијалним експолозивним смешама на бази фулмината живе (праскава жива) - Hg(CNO)2 или оловног азида - Pb (N3)2 , као и помоћним иницијалним експлозивима: тетраценом (C2H3ON10) и оловним тринитрорезорцинатом  (C8(HNO2)3O2PbH2O), па се према томе и називају: фулминатске, азидне и слично. Каписле које у иницијалној смеши имају хлорат и фулминат су корозивне (убрзавају корозију цеви), а остале су некорозивне (неоксидне, синоксидне).

### По намени
Према иницијалном импулсу разликују се иницијалне и детонаторске каписле.

## Иницијалне каписле
Иницијалне служе за паљење барутних и припалних пуњења у пушчаној, артиљеријској и минобацачкој муницији, као и за иницирање детонаторских каписли и успорача у упаљачима, па се према томе деле на пушчане, топовске и упаљачке.

### Пушчане каписле
Пушчане каписле састоје се од тела каписле, иницијалне смеше и покривке као предохране од спољних утицаја. Иницијална смеша је под притиском од око 1.100 атмосфера (бара) упакована у изнутра лакирани чанак. Корозивне каписле обично се састоје од око 25% праскаве живе, 30% калијумхлората (KClO3) и 45% антимонтрисулфида (Sb2S3), а некорозивне од 25-50% оловног тринитрорезорцината, 1-5% тетрацена и 45-74% баријумнитрата, антимонсулфида и других додатака за осетљивост, температуру и пламен. Пушчане каписле употребљавају се за стрељачку и малокалибарску артиљеријску муницију (до 37 мм). Неке пушчане каписле и каписле за ловачку муницију имају уграђен наковањ: то су тзв. жевело и експрес капсуле.

### Топовске каписле
Топовске каписле служе за артиљеријску муницију калибра преко 37 мм (40 мм у ратној морнарици). Састоје се од тела, иницијалне каписле, припале од црног барута (за појачавање пламена иницијалне капсуле) која је већином смештена у тзв. пламеник (шупаљ чеп са отворима за пролазак пламена на барутно пуњење у чахури). Према присуству и величини пламеника, топовске каписле деле се на мале (без пламеника), средње и велике, а према начину паљења на ударне, електричне и електрично-ударне. намештају се у дно чахуре увртањем или пресовањем.

### Упаљачке каписле
Каписле за упаљаче разликују се од пушчаних по конструкцији, саставу и димензијама. Чанак је од мекшег материјала, како би пламен могао лако прегорети тело каписле и иницирати детоматорску капислу или успорач у упаљачу. Иницијална смеша је претешно на бази живиног фулмината.

## Детонаторске каписле
Детонаторске каписле деле се на артиљеријске и минерске.